# 713 Luscinia

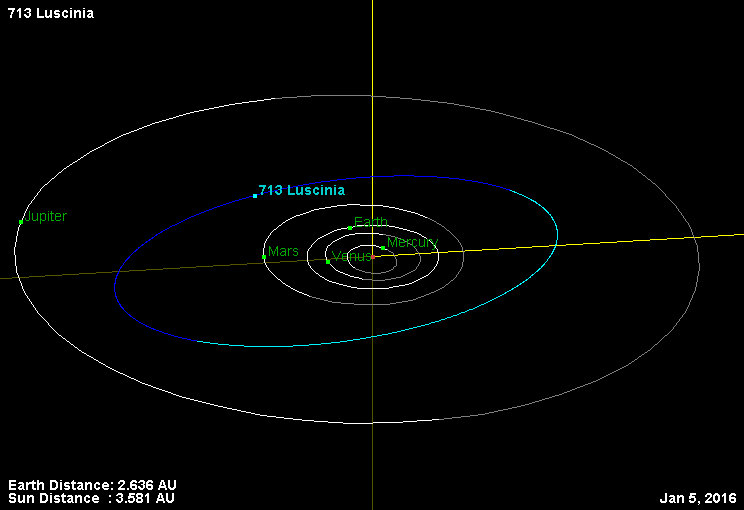
Órbita do asteroide 713 Luscinia e sua localização no Sistema Solar

Luscinia (asteroide 713) é um asteroide da cintura principal com um diâmetro de 105,52 quilómetros, a 2,82785016 UA. Possui uma excentricidade de 0,16608003 e um período orbital de 2 280,83 dias (6,25 anos).
Luscinia tem uma velocidade orbital média de 16,17434621 km/s e uma inclinação de 10,35973914º.
Este asteroide foi descoberto em 18 de Abril de 1911 por Joseph Helffrich.